# حكومة دبي
حكومة دبي، هي السلطة دون الاتحادية التي تتولى إدارة إمارة دبي، إحدى الإمارات السبع المكوّنة لدولة الإمارات العربية المتحدة. يتولى رئاسة الحكومة والسلطة التنفيذية فيها حاكم دبي، الشيخ محمد بن راشد آل مكتوم. ويقوم الحاكم بتعيين المجلس التنفيذي لإمارة دبي، الذي يرأسه ولي عهد دبي، ويتولى مسؤولية الإشراف على الإدارة اليومية لمؤسسات حكومة دبي، مثل بلدية دبي، إلى جانب عدد كبير من الهيئات والجهات الحكومية الأخرى.

## التاريخ
منذ عام 1830، كانت إمارة دبي تتمتع بحكومة شبه مستقلة يقودها حاكم دبي، الذي كان يفوض مسؤوليات إدارة شؤون الإمارة إلى ممثلين في حكومة غير رسمية. قبل توحيد الإمارات العربية المتحدة، بدأت دبي بالفعل في إصدار قوانين محلية كجزء من الإمارات المتصالحة بشأن مسائل الضرائب والتجارة، مما سمح للإمارة بجذب التجارة الأجنبية وتطوير صناعة صيد الأسماك واللؤلؤ.
في أعقاب توحيد دولة الإمارات العربية المتحدة وتأسيس الحكومة الاتحادية عام 1971، احتفظت إمارة دبي بقدرٍ كبير من الاستقلالية في عدد من الشؤون الداخلية، من بينها التعليم، والنقل، والشؤون الاقتصادية، والأمن، إذ تمتلك قوة شرطة خاصة بها، بخلاف بعض الإمارات الشمالية التي اعتمدت على الوزارات الاتحادية في هذه المجالات.
وفي 24 فبراير 2003، أصدر حاكم دبي القانون رقم (3) لسنة 2003، الذي نصّ على إنشاء المجلس التنفيذي لإمارة دبي بوصفه مجلسًا تشريعيًا يُعنى بدعم الحاكم في أداء مهامه، وتولي بعض مسؤولياته. وينصّ القانون على أن يُعيّن الحاكم رئيس المجلس ونوابه، بينما تُمنح المقاعد المتبقية عادةً لرؤساء الدوائر الحكومية الرئيسية في دبي، مثل مدير بلدية دبي وقائد شرطة دبي.

## التنظيم
يُعدّ حاكم دبي الحاكم المُطلق لإمارة دبي، ويتمتع بالسلطة الكاملة في إصدار المراسيم التي تُنشئ الدوائر الحكومية، وسنّ وتعديل القوانين، ويشغل في الوقت ذاته منصب رئيس الحكومة. ومنذ عام 2003، فوّض الحاكم بعضًا من صلاحياته إلى المجلس التنفيذي لإمارة دبي، الذي أوكلت إليه مهام الإشراف على الدوائر الحكومية، وإعداد الميزانية السنوية، وإصدار بعض المراسيم التنفيذية، ورفع التقارير الدورية إلى الحاكم.
تُشكَّل الدوائر أو الهيئات الحكومية في دبي بموجب مرسوم أميري، كما هو الحال في مرسوم إنشاء شرطة دبي عام 1956، وغالبًا ما تُضاف تلك الجهات لاحقًا إلى نطاق إشراف المجلس التنفيذي. وبحلول عام 2022، بلغ عدد الدوائر الحكومية التابعة لحكومة دبي 58 جهة، جميعها تخضع لإشراف المجلس التنفيذي.
تُصدر حكومة دبي الجريدة الرسمية، وهي النشرة الرسمية التي تُنشر فيها القوانين والأنظمة والمراسيم وغيرها من التشريعات الصادرة عن الحكومة.

## المجلس التنفيذي لإمارة دبي
منذ تأسيسه في عام 2003، أصبح المجلس التنفيذي لإمارة دبي الذراع التشريعية لحكومة دبي، حيث يتولى تحويل المراسيم الأميرية الصادرة عن حاكم دبي إلى لوائح وسياسات حكومية، كما يسهم في تعزيز التواصل بين مختلف الجهات الحكومية.
ينص القانون رقم (3) لسنة 2003 على تنظيم المجلس بحيث يترأسه رئيسٌ للمجلس يُعيَّن بموجب مرسوم أميري، بينما يُعيَّن باقي الأعضاء بقرار من حاكم دبي بناءً على ترشيح رئيس المجلس. ويُجيز القانون تعيين أي شخص عضوًا في المجلس، سواء كان يتولى رئاسة جهة حكومية أم لا، إلا أنه يُلزم بوجود رؤساء 14 دائرة حكومية ضمن تشكيلته، مثل بلدية دبي وشرطة دبي.
وبحسب بيانات يوليو 2022، يضم المجلس التنفيذي 22 عضوًا، بمن فيهم رئيس المجلس، الذي يشغله ولي عهد دبي الشيخ حمدان بن محمد بن راشد آل مكتوم منذ سبتمبر 2006.
تشمل عضوية المجلس التنفيذي عدداً من كبار المسؤولين في حكومة دبي، من بينهم:
| الرقم | الاسم                                | المنصب               | المهام البارزة                                                                                              |
| ----- | ------------------------------------ | -------------------- | --- |
| 1     | الشيخ حمدان بن محمد بن راشد آل مكتوم | رئيس المجلس          | ولي عهد دبي                                                                                                 |
| 2     | الشيخ مكتوم بن محمد بن راشد آل مكتوم | النائب الأول للرئيس  | نائب حاكم دبي، نائب رئيس مجلس الوزراء ووزير المالية في دولة الإمارات                                        |
| 3     | الشيخ أحمد بن سعيد آل مكتوم          | النائب الثاني للرئيس | رئيس هيئة دبي للطيران المدني، رئيس مجلس الإدارة والرئيس التنفيذي لطيران الإمارات                            |
| 4     | الشيخ حشر بن مكتوم آل مكتوم          | عضو                  | المدير العام لمؤسسة دبي للإعلام                                                                             |
| 5     | الفريق ضاحي خلفان تميم               | عضو                  | نائب رئيس الشرطة والأمن العام في دبي                                                                        |
| 6     | محمد إبراهيم الشيباني                | عضو                  | مدير عام ديوان حاكم دبي، رئيس مجلس إدارة بنك دبي الإسلامي، والمدير التنفيذي لمؤسسة دبي للاستثمارات الحكومية |
| 7     | عبد الرحمن صالح آل صالح              | عضو                  | المدير العام لدائرة المالية                                                                                 |
| 8     | عبد الله البسطي                      | الأمين العام         | الأمين العام للمجلس التنفيذي                                                                                |
| 9     | الفريق عبد الله خليفة المري          | عضو                  | القائد العام لشرطة دبي                                                                                      |
| 10    | مطر محمد الطاير                      | عضو                  | رئيس مجلس الإدارة والمدير التنفيذي لهيئة الطرق والمواصلات                                                   |
| 11    | سعيد محمد الطاير                     | عضو                  | العضو المنتدب والرئيس التنفيذي لهيئة كهرباء ومياه دبي                                                       |
| 12    | عوض صغير الكتبي                      | عضو                  | المدير العام لهيئة الصحة بدبي                                                                               |
| 13    | عصام عيسى الحميدان                   | عضو                  | النائب العام لإمارة دبي                                                                                     |
| 14    | سلطان أحمد بن سليم                   | عضو                  | رئيس مؤسسة الموانئ والجمارك والمنطقة الحرة، والرئيس التنفيذي لشركة موانئ دبي العالمية                       |
| 15    | داوود عبد الرحمن الهاجري             | عضو                  | المدير العام لبلدية دبي                                                                                     |
| 16    | هلال سعيد المري                      | عضو                  | المدير العام لدائرة الاقتصاد والسياحة في دبي، والرئيس التنفيذي لمركز دبي التجاري العالمي                    |
| 17    | حمد بن الشيخ أحمد الشيباني           | عضو                  | المدير العام لدائرة الشؤون الإسلامية والعمل الخيري                                                          |
| 18    | سلطان بطي بن مجرن                    | عضو                  | المدير العام لدائرة الأراضي والأملاك في دبي                                                                 |
| 19    | الفريق محمد أحمد المري               | عضو                  | المدير العام للإدارة العامة للإقامة وشؤون الأجانب                                                           |
| 20    | طارش عيد المنصوري                    | عضو                  | المدير العام لمحاكم دبي                                                                                     |
| 21    | عبد الرحمن حارب الحارب               | عضو                  | المدير العام لجهاز الرقابة المالية                                                                          |
| 22    | لؤي محمد بلحيف                       | عضو                  | المدير العام لدائرة الشؤون القانونية لحكومة دبي                                                             |

## السيدة الأولى في دبي
السيدة الأولى في دبي هو اللقب الذي يُطلق على الزوجة الأولى والأكبر شأنًا لحاكم دبي، وتُعدّ بمثابة السيدة الأولى للإمارة من حيث البروتوكول والمكانة الاجتماعية. وتُتوقّع منها تمثيل دبي بما يليق بها من أناقة ورقيّ في التصرف والمظهر.تشغل هذا اللقب حاليًا الشيخة هند بنت مكتوم بن جمعة آل مكتوم، زوجة الشيخ محمد بن راشد آل مكتوم، حاكم دبي.
يحمل هذا الدور طابعًا رسميًا، حيث تُسهم السيدة الأولى في دعم حاكم دبي، وتشارك في افتتاح عدد من المبادرات والأنشطة الخيرية. وتترأس الشيخة هند بنك الإمارات للطعام، وهي إحدى أبرز المبادرات التي تُشرف عليها.
إلى جانب نشاطها الخيري، تحضر السيدة الأولى العديد من الفعاليات الرسمية والمناسبات الوطنية، سواء برفقة حاكم دبي أو نيابةً عنه. كما تُشرف على تنظيم الفعاليات والبرامج المجتمعية، وتشارك عادةً في دعم القضايا الاجتماعية والإنسانية المختلفة.

## وصلات خارجية
- الموقع الرسمي